# Македоника Грамата
„Македоника Грамата“ (на гръцки: Μακεδονικά Γράμματα) е литературно списание, излизало в Солун от 1922 до 1924 и от 1945 до 1952 година. Публикува се месечно. През 1920-те години литературният живот в Солун е беден и „Македоника Грамата“ е описвано като чисто литературно, но неузряло списание, което е само първото семе на последващото развитие. В 1924 година Георгиос Вафопулос заедно с Костас Кокинос оглавява „Македоника Грамата“ и дава достъп до списанието на Константинос Кавафис.